# Björn Nordqvist
Björn Nordqvist (Hallsberg, 6 oktober 1942) is een Zweeds oud-voetballer die van 1972 tot en met 1975 uitkwam voor de Nederlandse club PSV. Tussen 1963 en 1978 speelde de centrumverdediger 115 wedstrijden voor het nationale team van zijn land en was daarmee enige tijd recordinternational van de wereld.

## Clubcarrière
Nordqvist begon met voetballen bij amateurvereniging IFK Hallsberg. Na aanvang van zijn profcarrière werd hij met zijn eerste club IFK Norrköping tweemaal landskampioen en eenmaal winnaar van de Svenska Cupen. Vervolgens haalde PSV hem naar Nederland. Met de Eindhovense ploeg werd hij Nederlands kampioen '74/'75 en won hij de KNVB beker '73/'74. Hij was na Dan Ekner en Anders Svensson de derde Zweed die voor PSV speelde. Tijdens zijn tweede seizoen bij PSV voegde zijn landgenoot Ralf Edström zich bij de ploeg en een jaar later ook Peter Dahlqvist.

## Interlandcarrière
Nordqvists aantal van 115 interlands bleef een Zweeds record tot 13 juli 1994, toen Thomas Ravelli tijdens het WK 1994 tegen Brazilië zijn 116e wedstrijd in het nationale (keepers)shirt speelde. Hij maakte het WK 1970, het WK 1974 en het WK1978 actief mee, geruime tijd als aanvoerder.
Nordqvist werd in 1968 gekozen tot Zweeds voetballer van het jaar. Hij werd in 2004 toegevoegd aan de Zweedse voetbal-Hall of Fame.

## Statistieken
| Seizoen                         | Club                            | Competitie  | Duels | Goals |
| ------------------------------- | ------------------------------- | ----------- | ----- | ----- |
| 1961-'72                        | IFK Norrköping                  | Allsvenskan | 245   | 7     |
| 1972-'75                        | PSV                             | Eredivisie  | 101   | 0     |
| 1975-'78                        | IFK Göteborg                    | Allsvenskan | 83    | 2     |
| 1979-'80                        | Minnesota Kicks                 | NASL        | 61    | 1     |
| 1980-'83                        | Örgryte IS                      | Allsvenskan | 72    | 0     |
| 1984                            | Landskrona BoIS                 | Superettan  | -     | -     |
| 1988                            | Hovås IF                        | ?           | -     | -     |
| Bijgewerkt tot 24 februari 2011 | Bijgewerkt tot 24 februari 2011 | Totaal      | ???   | ???   |